# Associazione Sportiva Nuova Igea 1979-1980
Questa voce raccoglie le informazioni riguardanti l'Associazione Sportiva Nuova Igea nelle competizioni ufficiali della stagione 1979-1980.

## Rosa
| N. |                   | Ruolo | Calciatore                 |
| -- | ----------------- | ----- | -------------------------- |
| -  | Italia (bandiera) | C     | Franco Allievi             |
| -  | Italia (bandiera) | P     | Mario Balducci             |
| -  | Italia (bandiera) | C     | Pier Luca Baracco          |
| -  | Italia (bandiera) | D     | Antonio Benincasa          |
| -  | Italia (bandiera) | A     | Antonino Briganti          |
| -  | Italia (bandiera) | A     | Marcello Cammarano         |
| -  | Italia (bandiera) | C     | Salvatore Chiappone        |
| -  | Italia (bandiera) | A     | Antonio Coccorese          |
| -  | Italia (bandiera) | D     | Antonio Condemi            |
| -  | Italia (bandiera) | C     | Luigi Crisafulli           |
| -  | Italia (bandiera) | P     | Esposito Vincenzo Di Palma |

| N. |                   | Ruolo | Calciatore         |
| -- | ----------------- | ----- | ------------------ |
| -  | Italia (bandiera) | D     | Gianni Guerrato    |
| -  | Italia (bandiera) | D     | Antonino La Rosa   |
| -  | Italia (bandiera) | A     | Marco Molinari     |
| -  | Italia (bandiera) | A     | Carlo Nastasi      |
| -  | Italia (bandiera) | D     | Giulio Pelati      |
| -  | Italia (bandiera) | C     | Adriano Pisano     |
| -  | Italia (bandiera) | D     | Vittorio Pocorobba |
| -  | Italia (bandiera) | D     | Giancarlo Raffaeli |
| -  | Italia (bandiera) | C     | Salvatore Rao      |
| -  | Italia (bandiera) | A     | Claudio Tinaglia   |
| -  | Italia (bandiera) | C     | Josè Veneri        |